# Rolf Michel
Pour les articles homonymes, voir Michel.
Rolf Michel (né le 21 janvier 1945 à Tambach-Dietharz, Allemagne) est un physicien allemand.

## Biographie
Rolf Michel passe sa thèse de doctorat à l'Université de Cologne en 1975, sous la direction de W. Herr. Il enseigne la radioprotection dès 1984 à l'Université Leibnitz de Hanovre (protection contre les rayonnements ionisants) où il dirige le Centre de radioprotection et de radioécologie (Zentrum für Strahlenschutz und Radioökologie).
Il est membre de 1999 à 2006 de la Commission allemande de radioprotection (Strahlenschutzkommission - SSK) du Ministère fédéral de l'Environnement. Dès 2008, il est à nouveau membre de la SSK et en assure la présidence.
En 2008-2009, il préside l'Association professionnelle Suisse-Allemagne pour la radioprotection (Deutsch-Schweizerischer Fachverband für Strahlenschutz).